# دوري النخبة لهوكي الجليد
دوري النخبة لهوكي الجليد (بالإنجليزية: Elite Ice Hockey League)‏ هو دوري هوكي جليد في المملكة المتحدة، بدأ في سنة 2003، ينافس في هذا الدوري حالياً 11 من إنجلترا و اسكتلندا و ويلز، يعتبر نادي شيفيلد ستيلرز أكثر من فاز به 5 مرات.